# Stolliana giliomeei
Stolliana giliomeei is een rechtvleugelig insect uit de familie Pamphagidae. De wetenschappelijke naam van deze soort is voor het eerst geldig gepubliceerd in 1990 door Johnsen.